# Велики Радинци
Велики Радинци су насеље у Србији у општини Сремска Митровица у Сремском округу. Према попису из 2022. било је 1145 становника.

## Историја
Место је 1885. године било у Ердевичком изборном срезу са својих 413 душа.

## Знаменитости
Српска Православна црква Светог Арханђела Гаврила у Великим Радинцима је једини богослужбени храм у селу и под заштитом је државе као споменик културе од великог значаја.

## Демографија
У насељу Велики Радинци живи 1282 пунолетна становника, а просечна старост становништва износи 39,1 година (37,8 код мушкараца и 40,4 код жена). У насељу има 607 домаћинстава, а просечан број чланова по домаћинству је 2,66.
Ово насеље је великим делом насељено Србима (према попису из 2002. године).
|  |

| Демографија | Демографија | Демографија |
| Година      | Становника  | Становника  |
| ----------- | ----------- | ----------- |
| 1900.       | 2.034       |             |
| 1910.       | 2.026       |             |
| 1921.       | 991         |             |
| 1931.       | 1.130       |             |
| 1948.       | 860         |             |
| 1953.       | 968         |             |
| 1961.       | 1.325       |             |
| 1971.       | 1.513       |             |
| 1981.       | 1.620       |             |
| 1991.       | 1.570       | 1.544       |
| 2002.       | 1.617       | 1.756       |

| Етнички састав према попису из 2002.‍ | Етнички састав према попису из 2002.‍ | Етнички састав према попису из 2002.‍ | Етнички састав према попису из 2002.‍ | Етнички састав према попису из 2002.‍ |
| ------------------------------------ | ------------------------------------ | ------------------------------------ | ------------------------------------ | ------------------------------------ |
|                                      |                                      |                                      |                                      |                                      |
| Срби                                 | Срби                                 |                                      | 1.562                                | 96,59%                               |
| Хрвати                               | Хрвати                               |                                      | 12                                   | 0,74%                                |
| Роми                                 | Роми                                 |                                      | 9                                    | 0,55%                                |
| Мађари                               | Мађари                               |                                      | 4                                    | 0,24%                                |
| Југословени                          | Југословени                          |                                      | 4                                    | 0,24%                                |
| Украјинци                            | Украјинци                            |                                      | 2                                    | 0,12%                                |
| Словаци                              | Словаци                              |                                      | 2                                    | 0,12%                                |
| Македонци                            | Македонци                            |                                      | 1                                    | 0,06%                                |
| непознато                            | непознато                            |                                      | 17                                   | 1,05%                                |

| Година пописа     | 1948. | 1953. | 1961. | 1971. | 1981. | 1991. | 2002. |
| ----------------- | ----- | ----- | ----- | ----- | ----- | ----- | ----- |
| Број домаћинстава | 224   | 256   | 335   | 389   | 481   | 466   | 607   |

| Број чланова      | 1   | 2   | 3   | 4   | 5  | 6  | 7 | 8 | 9 | 10 и више | Просек |
| ----------------- | --- | --- | --- | --- | -- | -- | - | - | - | --------- | ------ |
| Број домаћинстава | 143 | 158 | 126 | 135 | 33 | 11 | 0 | 0 | 1 | 0         | 2,66   |

| Пол    | Укупно | Неожењен/Неудата | Ожењен/Удата | Удовац/Удовица | Разведен/Разведена | Непознато |
| ------ | ------ | ---------------- | ------------ | -------------- | ------------------ | --------- |
| Мушки  | 657    | 204              | 402          | 29             | 21                 | 1         |
| Женски | 703    | 143              | 408          | 141            | 10                 | 1         |
| УКУПНО | 1.360  | 347              | 810          | 170            | 31                 | 2         |

| Пол    | Укупно                    | Пољопривреда, лов и шумарство | Рибарство                            | Вађење руде и камена | Прерађивачка индустрија       |
| ------ | ------------------------- | ----------------------------- | ------------------------------------ | -------------------- | ----------------------------- |
| Мушки  | 414                       | 223                           | 0                                    | 1                    | 74                            |
| Женски | 274                       | 177                           | 0                                    | 0                    | 16                            |
| УКУПНО | 688                       | 400                           | 0                                    | 1                    | 90                            |
| Пол    | Производња и снабдевање   | Грађевинарство                | Трговина                             | Хотели и ресторани   | Саобраћај, складиштење и везе |
| Мушки  | 6                         | 29                            | 25                                   | 5                    | 14                            |
| Женски | 0                         | 3                             | 23                                   | 4                    | 3                             |
| УКУПНО | 6                         | 32                            | 48                                   | 9                    | 17                            |
| Пол    | Финансијско посредовање   | Некретнине                    | Државна управа и одбрана             | Образовање           | Здравствени и социјални рад   |
| Мушки  | 1                         | 1                             | 6                                    | 4                    | 0                             |
| Женски | 1                         | 0                             | 4                                    | 7                    | 11                            |
| УКУПНО | 2                         | 1                             | 10                                   | 11                   | 11                            |
| Пол    | Остале услужне активности | Приватна домаћинства          | Екстериторијалне организације и тела | Непознато            | Непознато                     |
| Мушки  | 4                         | 0                             | 0                                    | 21                   | 21                            |
| Женски | 3                         | 0                             | 0                                    | 22                   | 22                            |
| УКУПНО | 7                         | 0                             | 0                                    | 43                   | 43                            |